# Mort de Harry Dunn
Harry Dunn était un Britannique de 19 ans mort le 27 août 2019 dans un accident de la circulation, quand il conduisait sa moto près de Croughton, dans le Northamptonshire, au Royaume-Uni, près de la sortie de RAF Croughton. Il est entré en collision avec une voiture voyageant dans la direction opposée. La voiture, une Volvo XC90, aurait été conduite par Anne Sacoolas, ancienne agente de la CIA et épouse de Jonathon Sacoolas, employé du gouvernement américain travaillant à la station d'écoute de la United States Air Force à RAF Croughton.  
Anne Sacoolas a admis qu'elle conduisait la voiture du mauvais côté de la route et la police a déclaré que, sur la base de séquences de vidéosurveillance, elle pensait également que c'était le cas. Harry Dunn a été déclaré mort au Major Trauma Centre de l'hôpital John Radcliffe, à Oxford.  
La collision et les faits en découlant sont devenus un incident diplomatique international après que le Gouvernement américain a conseillé Anne Sacoolas de fuir le pays - avant de l'aider à le faire - tout en revendiquant l'immunité diplomatique. Le 20 décembre 2019, le Crown Prosecution Service (service britannique des poursuites judiciaires) a déclaré qu'Anne Sacoolas devait être inculpée pour avoir causé la mort par sa conduite dangereuse. Le 11 mai 2020, une notice rouge d'Interpol a été lancée pour l'arrestation d'Anne Sacoolas.

## Collision

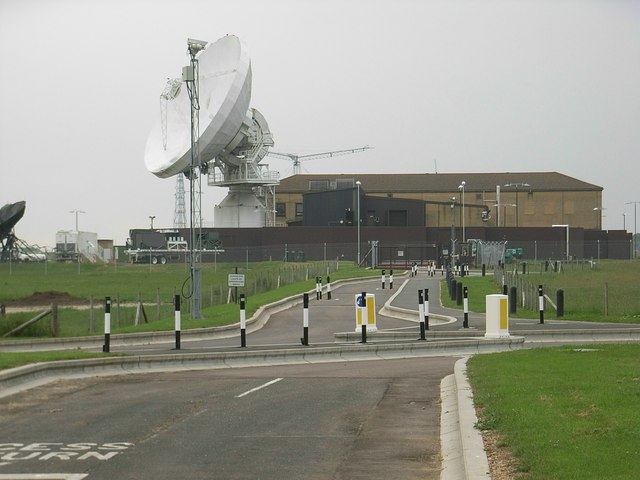
RAF Croughton

Harry Dunn vivait à Charlton, près de Banbury. Le soir du 27 août 2019, il est décédé à l'hôpital après une collision avec un véhicule alors qu'il conduisait sa moto sur la route B4031 à environ 400 yards (400 m) de la sortie de RAF Croughton. La voiture aurait été conduite par Anne Sacoolas, épouse d'un employé du Gouvernement américain travaillant à la station d'écoute de l'US Air Force à RAF Croughton. La police a déclaré qu'elle croyait que la voiture, une Volvo XC90, avait été conduite du mauvais côté de la route depuis la sortie de la base, ce qu'Anne Sacoolas a admis plus tard,,,,,.  
Sacoolas avait déjà commis une infraction de conduite dans l'État américain de Virginie en 2006 pour « avoir omis de consacrer tout le temps et l'attention nécessaires » [à la conduite],. La BBC a rapporté que la famille Sacoolas n'était au Royaume-Uni que depuis trois semaines. 
Les gestionnaires d'appels pour l'appel téléphonique d'urgence ont classé les blessures de Harry Dunn dans la catégorie 2, nécessitant des soins ambulanciers dans les 40 minutes ; l'ambulance est arrivée 43 minutes après la collision. Le directeur général de l'East Midlands Ambulance Service a déclaré plus tard qu'en raison d'une pénurie de personnel ambulancier, la catégorisation ne faisait aucune différence, car le médecin le plus proche était loin. Harry Dunn a été déclaré mort au Major Trauma Centre de l'hôpital John Radcliffe, à Oxford,. Les funérailles de Harry Dunn ont eu lieu le 17 septembre, suivies d'une crémation dans un crématorium dans l'Oxfordshire,.